# وال لوگسدون فیچ
وال لوگسدون فیچ (به انگلیسی: Val Logsdon Fitch) (زادهٔ ۱۰ مارس ۱۹۲۳ در مریمان، نبراسکا، آمریکا – درگذشتهٔ ۵ فوریه ۲۰۱۵ در پرینستون، نیوجرسی) دانشمند فیزیک هسته‌ای اهل آمریکا بود. فیچ و جیمز واتسون کرونین در سال ۱۹۸۰ با هم توانستند جایزهٔ نوبل فیزیک را از آن خود کنند. آن‌ها این جایزه را به دلیل آزمایش‌هایی که در سال ۱۹۶۴ با استفاده از سامانهٔ شتاب‌دهندهٔ ذارت AGS در آزمایشگاه ملی بروکهیون انجام داده بودند دریافت کردند. آن‌ها به کمک این آزمایش‌ها نشان دادند که برخی از واکنش‌های میان زیراتم‌ها از قانون بنیادی تقارن پیروی نمی‌کنند. ایشان با بررسی نیمهٔ عمر ذرهٔ کائون به این نتیجه رسیدند که اگر همین واکنش در جهت برگشت رخ بدهد، لزوماً روی مسیری که شروع شده (واکنش رفت) بازگشت نخواهد کرد و این نشان داد که واکنش‌های ذرات زیراتمی نسبت به گذر زمان بی‌تفاوت نیستند. به این ترتیب پدیدهٔ نقض سی‌پی کشف شد.

## تحصیلات
فیچ پس از جدایی از ارتش در سال ۱۹۴۸ در رشتهٔ مهندسی برق وارد دانشگاه مک‌گیل شد و مدرک لیسانس خود را از آنجا دریافت کرد پس از آن وارد دانشگاه کلمبیا شد و توانست در سال ۱۹۵۴ در مقطع دکتری در زمینهٔ فیزیک تحضیلات خود را پایان برد. در جریان جنگ جهانی دوم او به لوس‌آلاموس رفت تا در پروژهٔ منهتن مشغول به کار شود. که در این میان با بسیاری از فیزیکدانان پرآوازه مانند نیلز بور، انریکو فرمی، جیمز چدویک ایزیدور ایزاک رابی و ریچارد تولمن آشنا شد. او یکی از اعضای دانشگاه پرینستون بود.

## فرزندان
فیچ از همسر نخست خود که در ۱۹۷۲ درگذشت، صاحب دو پسر بود و پدرخواندهٔ سه فرزند همسر دوم خود که در ۱۹۷۶ با او ازدواج کرد، نیز شد.

## نوشته‌های منتشر شده
- Fitch, V. "Some Notes on Wideband Feedback Amplifiers», آزمایشگاه ملی لاس آلاموس، وزارت انرژی ایالات متحده آمریکا (بعدها، کمسیون انرژی اتمی ایالات متحده آمریکا), (۱۶ مارس، ۱۹۴۹).
- Fitch, V. "A High Resolution Scale-of-four», دانشگاه کلمبیا، وزارت انرژی ایالات متحده آمریکا (بعدها، کمسیون انرژی اتمی ایالات متحده آمریکا), (۲۵ اوت، ۱۹۴۹).
- Fitch, V. L. "CP Violation, Neutral Currents, and Weak Equivalence», دانشگاه پرینستون، وزارت انرژی ایالات متحده آمریکا (بعدها، کمسیون انرژی اتمی ایالات متحده آمریکا), (۲۳ مارس، ۱۹۷۲).
- Cester, R. ; Fitch, V. L. ; Montag, A. ; Sherman, S. ; Webb, R. C. & M. S. Witherell. "Results on the Performance of a Broad Band Focussing Cherenkov Counter», دانشگاه پرینستون، وزارت انرژی ایالات متحده آمریکا،  (۱۹۸۰).